# Séisme de 1716 à Alger
Le séisme de 1716 à Alger faisait partie d'une séquence sismique qui a commencé en février et s'est terminée en mai 1716. La secousse la plus forte et la plus destructrice s'est produite le 3 février 1716, avec une magnitude estimée à 7,0. Ayant un épicentre supposé dans la région d'Alger, les secousses ont atteint une intensité maximale de IX (Destructeur) sur l'échelle macrosismique européenne (EMS98), causant la mort d'environ 20 000 personnes. Le séisme a été ressenti à Catania et à Syracuse, sur l'île italienne de Sicile.

## Tectonique
L'Algérie se situe à proximité d'une limite de plaque convergente complexe et mal définie, séparant la plaque africaine de la plaque eurasiatique. La convergence de ces plaques crée une zone de compression dans le nord de l'Algérie, principalement accommodée par des failles inverses et de chevauchement à l'intérieur des terres. La compression a entraîné le chevauchement des strates, ce qui a donné naissance aux montagnes de l'Atlas en Algérie et au Maroc. Cette situation tectonique rend également l'Algérie vulnérable aux séismes violents et meurtriers d'une magnitude supérieure à 6,0. Par ailleurs, les failles de chevauchement sous-marines représentent une menace de tsunami pour la côte algérienne en cas de séisme majeur.

## Séisme
Une faille inverse plongeant vers le nord-ouest, connue sous le nom de faille du Sahel, qui s'étend le long de la côte nord de l'Algérie, est considérée comme la source du séisme. Des études de paléosismologie menées le long de cette faille d'environ 60 km de long ont révélé des preuves de l'occurrence d'un ou plusieurs séismes majeurs à la même période que le séisme destructeur. Des ruptures de surface mises au jour par des fouilles en tranchée, ainsi que la datation au radiocarbone du charbon de bois, ont permis d'identifier deux séismes historiques survenus avant 1211, trois entre 778 et 1779, et trois après 1727. Le séisme de 1716, ainsi qu'un autre événement en 1365, s'inscrivent dans la fourchette des paléoséismes et pourraient correspondre à une activité sur la faille du Sahel.
Dans un catalogue des séismes réalisé par le chercheur au Centre de recherche en astronomie, astrophysique et géophysique (CRAAG), Mohamed Hamdache et d'autres chercheurs, la magnitude de moment a été estimée à 7,0, avec un épicentre situé à 36° 42′ N, 3° 06′ E.

## Conséquences
La première secousse s'est produite le matin du 3 février à 9h45 (heure locale). Elle a provoqué l'effondrement de nombreuses maisons mal construites à Alger. Même des bâtiments bien construits, y compris une mosquée, ont subi de profondes fissures.
Des documents détaillés font état de 204 maisons endommagées ainsi que de quatre mosquées ou palais. Après le séisme, Alger était presque entièrement détruite. À Dar Aziza, les étages supérieurs se sont effondrés et les murs se sont fissurés. De nombreuses habitations situées jusqu'à 3 km d'Alger ont également subi des dommages.
La ville a ensuite été secouée par une deuxième violente secousse, atteignant une intensité de IX (Destructeur). Cette réplique a causé des dégâts supplémentaires et a entraîné l'effondrement de structures qui avaient résisté au séisme du 3 février.